# 10254 Hunsrück
10254 Hunsrück este un asteroid din centura principală, descoperit pe 29 septembrie 1973, de Cornelis van Houten, Ingrid van Houten și Tom Gehrels.